# Scrub

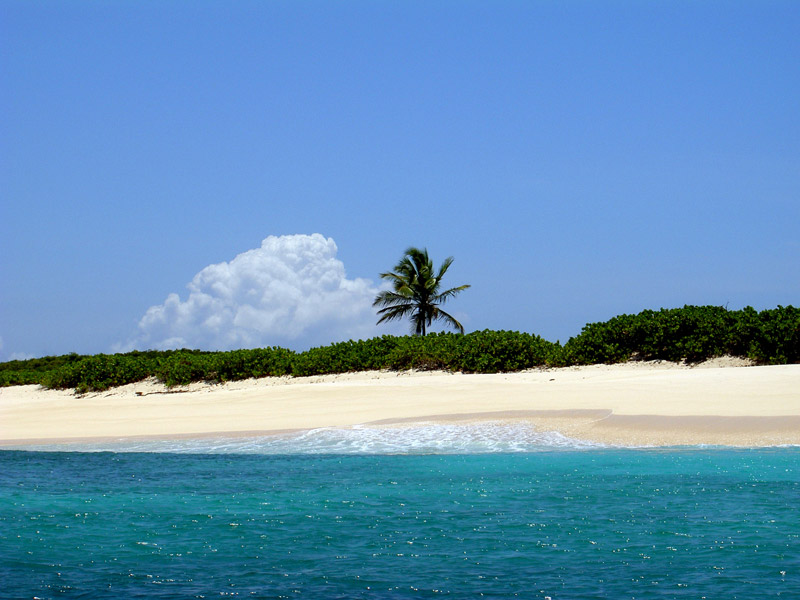
Isla Scrub.

La isla Scrub (en español antiguamente Isla Anguilita) es la segunda isla en tamaño del archipiélago de Anguila, en el mar Caribe, localizada al noroeste de la isla de Anguila. Posee un área de 3,48 km² y se encuentra deshabitada.
La forma más fácil de acceder a ella es por vía marítima, básicamente alquilando un bote o barco. Es posible observar ballenas en el oeste de la isla. Gran parte de su territorio es propiedad privada de la familia Hodge de Anguila.[cita requerida]